# Korpus kadetów

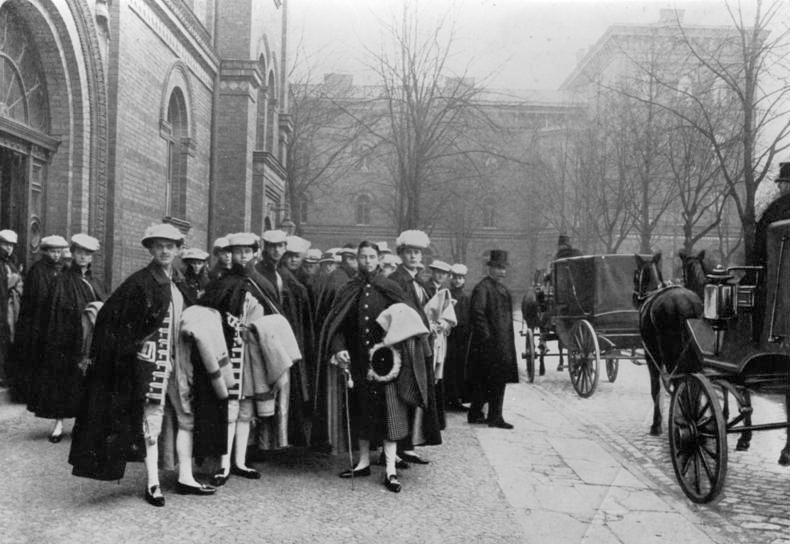
Członkowie pruskiego korpusu kadetów Hauptkadettenanstalt w Lichterfelde (około 1900)

Korpus kadetów – szkoła dla dzieci i młodzieży, współcześnie zwykle na poziomie szkoły średniej, mająca w programie nauczania różnego typu szkolenie wojskowe, prócz kształcenia ogólnego. Pierwsze oddziały kadetów gaskońskich utworzono we Francji za czasów Ludwika XIII, służyli w nich młodsi synowie (franc. cadet) szlachty. 

## Niemcy
Korpus kadetów utworzył Fryderyk Wilhelm I w Berlinie, Kołobrzegu i Magdeburgu, następnie połączone w Królewski Pruski Korpus Kadetów w Berlinie. Pewne cechy korpusu kadetów miała Akademia Rycerska w Legnicy.
Po III rozbiorze został utworzony przez króla Prus Fryderyka Wilhelma III Korpus Kadetów w Kaliszu – elitarna szkoła wojskowa dla dzieci szlacheckich w zaborze pruskim. Szkoła została umieszczona w budynkach byłego kolegium jezuickiego w Kaliszu. Władze Księstwa Warszawskiego przejęły ten korpus.
Wszystkie niemieckie korpusy kadetów zostały rozwiązane na mocy traktatu wersalskiego. W III Rzeszy zorganizowano szkoły SS (SS-Junkerschule), także szkoły Adolfa Hitlera (Adolf-Hitler-Schule) i Napola były zbliżone do korpusu kadetów, przygotowywały kadry m.in. dla Wehrmachtu i Waffen-SS. NPEA Oranienstein w Diez kontynuowała tradycje Królewskiego Pruskiego Korpusu Kadetów.
W NRD w latach 1956–1960 istniała szkoła kadetów w Naumburgu.

## Rosja
W carskiej Rosji działało kilkadziesiąt korpusów kadetów, pierwszy powstał w 1701. Po rewolucji utworzono kilka korpusów białogwardyjskich, z których jeden dotrwał do 1944.
Niektóre rosyjskie źródła wymieniają Korpus Kadetów w Kaliszu. Obecnie w Rosji działa kilkadziesiąt wojenno-technicznych korpusów kadetów.